# Цырдя, Богдан Кайдарович
Богдан Кайдарович Цырдя (рум. Bogdan Țîrdea; род. 23 июля 1974, Семипалатинск, Казахская ССР) — молдавский политик, директор Социал-демократического института Молдовы, депутат Парламента Республики Молдова с 2014 года.

## Биография
С 16 февраля 2021 года находится в базе данных украинского сайта Миротворец, как персона, совершившая «осознанные деяния против национальной безопасности Украины, мира, безопасности человечества и международного правопорядка».

## Телевидение
С 29 сентября 2016 года по настоящее время, стал ведущий программы "На самом деле" на телеканале «НТВ Молдова», «Accent TV», «Первый в Молдове» и Экслусив ТВ.

## Образование
В 1998 году Окончил Государственный Педагогический Университет «И. Крянгэ», Факультет Истории и Культуры
В 2003 году стал выпускником Факультета Коммуникаций и Связи с Общественностью, SNSPA, Бухарест.

## Общественно-политическая деятельность
1998—2013 — Старший преподаватель в ГПУ «И. Крянгэ»
2010 — Политический обозреватель газет «Московский комсомолец», «Аргументы и Факты» (2011—2012) и портала ava.md
2009—2011 — Директор политических программ российского гуманитарного Фонда «Признание»
Май-июль 2011 — Научный сотрудник Института Политических Исследований и Европейской интеграции при Академии Наук РМ
Политический консультант на выборах 2007, 2009, 2010, 2011
На парламентских выборах 2014 года баллотировался по спискам Партии социалистов Республики Молдова и был избран депутатом.
Избран членом парламентской комиссии по внешней политике и европейской интеграции Республики Молдова.